# Montezuma (Iowa)
Montezuma település az Amerikai Egyesült Államok Iowa államában, Poweshiek megyében, melynek megyeszékhelye is. Lakosainak száma 1442 fő (2020. április 1.).

## Népesség
A település népességének változása:

| 2010 | 1 462 |
| 2020 | 1 442 |